# 国鉄ED62形電気機関車
ED62形は、日本国有鉄道（国鉄）が1974年（昭和49年）から改造で製作した中型の直流電気機関車である。

## 登場の背景
全車がED61形電気機関車からの改造で製作された。
ED61形は新製以来中央本線で運用されていたが、駆動装置や電力回生ブレーキの不具合など問題も多く、1964年（昭和39年）に登場した大型機関車EF64形の増備が進むと、出力が低いことなどで、やや持て余す存在となった。
この頃、飯田線北部では旧型の輸入電気機関車や前身の私鉄から引き継いだ電気機関車が貨物列車牽引に用いられていた。大正末期から昭和初期に製造されたこれらの機関車は車齢が半世紀近くとなり、老朽化が進んでいたことから代替機が求められた。これにED61形を充てることが考えられたが、ED61形は軸重が大きく、そのままでは低規格な飯田線には入線できないため、軸重軽減を目的に従輪の増設改造等を行うことになった。この結果登場することとなったのが、本形式である。

## 改造内容と構造

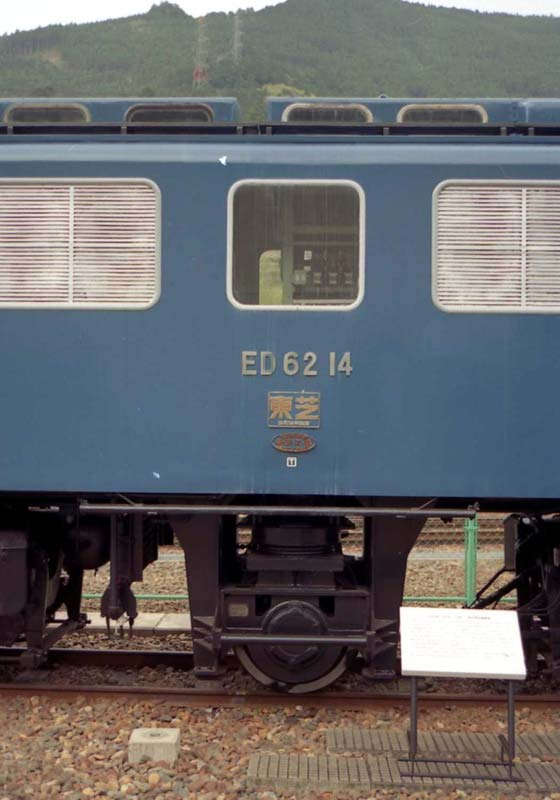
ED62 14の中間台車部分
（佐久間レールパーク）

ED61形から回生ブレーキ等の機器類が外され、床下にあった機器を移設、空いた床下のスペースにTR109形1軸中間台車を配置した、Bo-1-Boの5軸配置となった。これらの改造により総重量は2.0 t増加して62.0 tとなったが、元々15 tだった軸重は13 tに軽減された。中間台車の空気ばねの設定により軸重を14 tにすることも可能である。
1974年に長野工場で1号機が落成し試験を実施した。当初は急カーブにおけるレールへの横圧が問題となったが、改善を実施したのち翌1975年から1976年にかけて8両が、1977年から1979年にかけて残りの9両が、いずれも長野工場で改造された。
1979年に改造された18号機については、種車となったED61 15が装着していたDT900形台車を、他車と同一のDT106形に交換する工事が追加で施工されている。
11 - 18号機については、飯田線の南部地域の豊橋 - 飯田間にて単機で運用することから、重連総括制御用のKE57Aジャンパ連結器栓受の撤去が施工されている。その後、他の車両についても同様の措置が実施された。
改造時にはスカート下のスノープラウの撤去も行われたが、伊那松島機関区に配置替えされた車両は、再度スノープラウが設置された。
後に5・6号機は、1983年（昭和58年）に大宮工場にて前照灯をシールドビーム2灯（いわゆるぶた鼻）に変更された。さらに5号機のパンタグラフは、PS17形（菱形）からPS22B形（下枠交差式）に交換された。

## 改造前後の車両番号
ED61形時代の旧車両番号とは全く一致していない。
- ED62 1 ← ED61 3
- ED62 2 ← ED61 2
- ED62 3 ← ED61 9
- ED62 4 ← ED61 8
- ED62 5 ← ED61 6
- ED62 6 ← ED61 14
- ED62 7 ← ED61 4
- ED62 8 ← ED61 11
- ED62 9 ← ED61 1
- ED62 10 ← ED61 13
- ED62 11 ← ED61 10
- ED62 12 ← ED61 5
- ED62 13 ← ED61 12
- ED62 14 ← ED61 16
- ED62 15 ← ED61 7
- ED62 16 ← ED61 17
- ED62 17 ← ED61 18
- ED62 18 ← ED61 15

## 運用と廃車

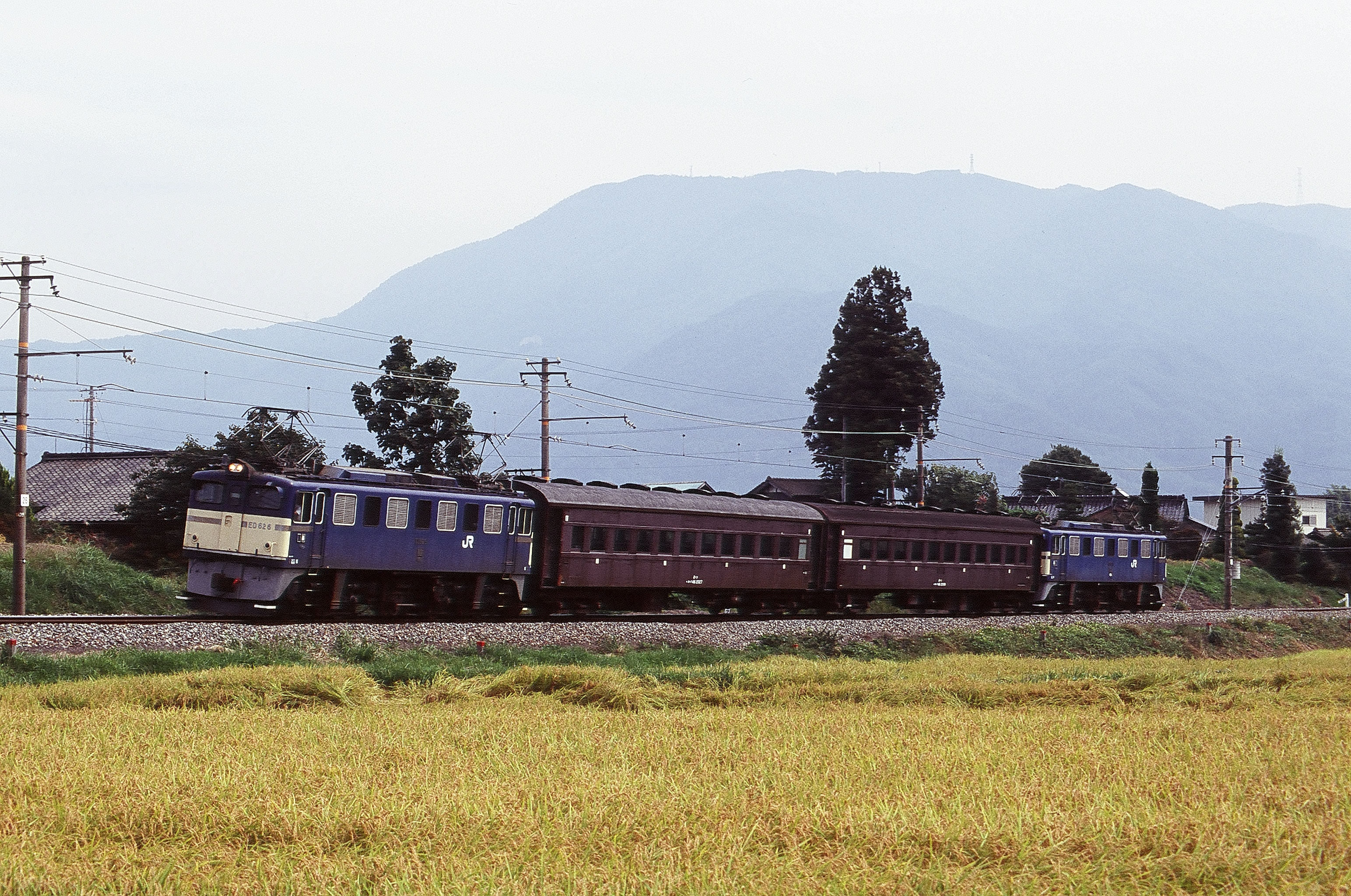
ED62形のさよなら運転
（1996年10月頃）

1976年までに改造された1 - 9号機は伊那松島機関区に、1979年までに改造された10 - 18号機は豊橋機関区に配置され、飯田線に全機18両が集結した。
伊那松島機関区に配置された車両は、それまで飯田線に残っていた中型輸入電機ED18形やED19形を一掃し、豊橋機関区に配置された車両は、飯田線南部での主力機だった大型のEF10形を置き換えた。
1979年に愛知県で開催された第30回全国植樹祭に際しては、お召し列車牽引に15号機が抜擢されている。
1983年には飯田線南部の貨物運用が廃止されたため、全18両が浜松機関区へ転出、後に沼津機関区へ転出した5両は廃車となり、1984年には10号機と17号機がED60形の置き換え用として松本運転所北松本支所へ転出したが、10号機は大糸線の貨物列車廃止により廃車となった。その後1号機を含む12両は篠ノ井機関区に転出し、4両が廃車となった。
1987年の国鉄分割民営化では3 - 7、15 - 17号機の計8両が日本貨物鉄道（JR貨物）に引き継がれ、そのうち17号機はJR貨物色に塗り替えられた（ただし、更新工事は未施工）。その後1996年2月19日に15号機が廃車され、9月30日には本形式牽引の飯田線貨物列車（石油輸送列車）が全廃されて全機が運用を離脱。さらに、1997年3月22日には飯田線の貨物列車自体の全廃により全機が保留車となり、1998年10月19日に3 - 7号機が廃車され、残った16・17号機も2002年に除籍されて全機廃車となった。

## 保存

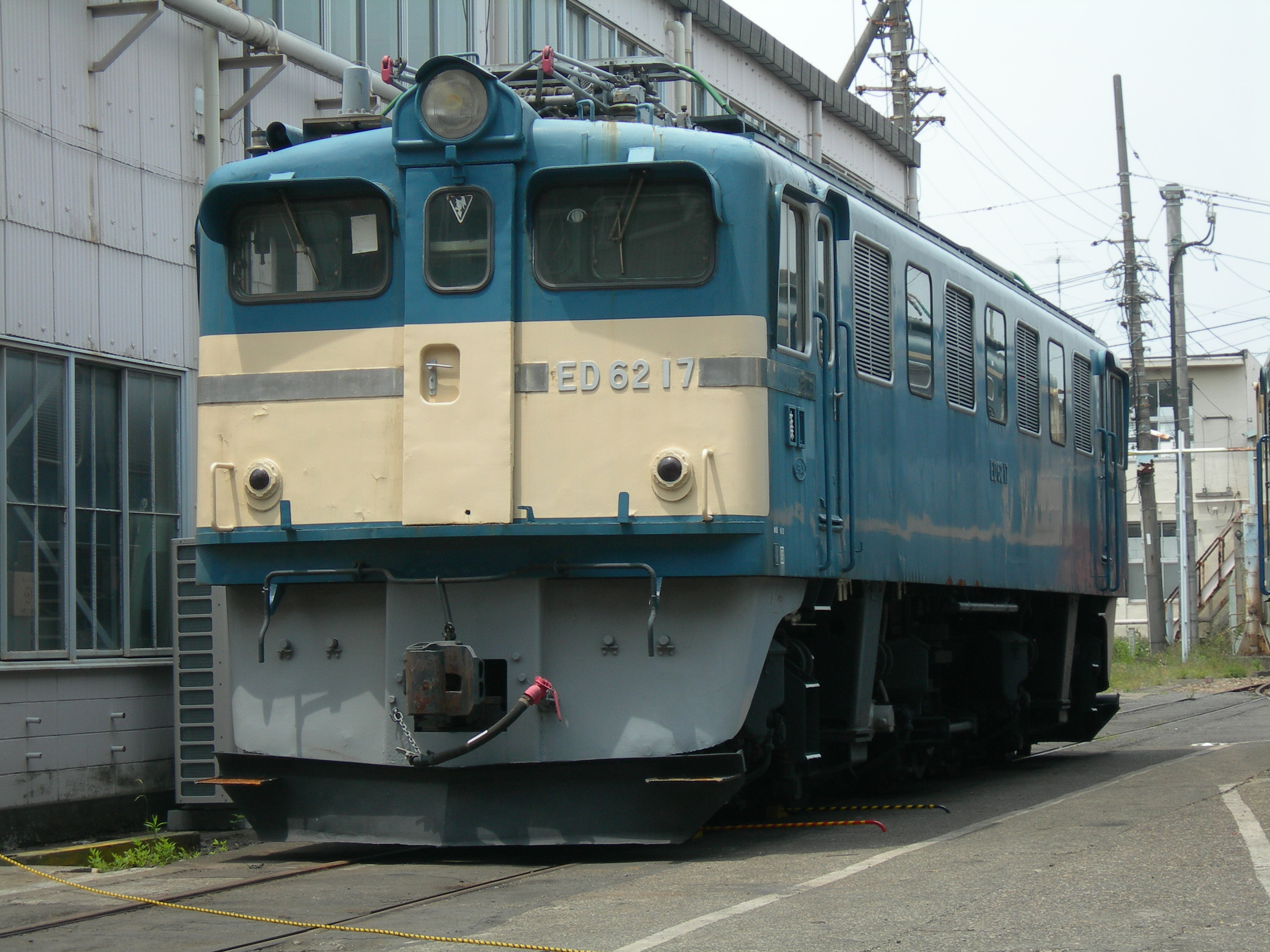
ED62 17
2008年：日本貨物鉄道大宮車両所

廃車後は1、14、17号機の3両が以下の場所で静態保存もしくは保管留置されていたが、いずれも解体済みであり現存車はない。
- 1号機 - JR東日本長野総合車両センター[5]
- 14号機[注 1] - 佐久間レールパーク[6]
- 17号機 - JR貨物大宮車両所[7]

1号機は2016年2月にEF63 15とともに解体、14号機は佐久間レールパークの閉園に伴い解体、17号機は長らくJR貨物大宮車両所北に留置されていたが、2021年3月上旬頃に解体された。